# ۱۶۳ (پیش از میلاد)
۱۶۳ (پیش از میلاد) ۱۶۳مین سال قبل از تقویم میلادی است.